# Rocambole (film, 1933)
Pour les articles homonymes, voir Rocambole.
Pour plus de détails, voir Fiche technique et Distribution.
Rocambole est un film français réalisé par Gabriel Rosca, réalisé en 1932 et sorti début 1933.

## Fiche technique
- Réalisation : Gabriel Rosca
- Scénario : Yvan Noé, Gérard Soubise d'après le roman Les Exploits de Rocambole de Pierre Alexis de Ponson du Terrail
- Production :  Stella Film
- Musique : Lionel Cazaux
- Photographie : Georges Raulet
- Pays de production :  France
- Format :  Noir et blanc - 1,37:1 - 35 mm - Son mono
- Genre : Policier
- Durée : 91 minutes
- Date de sortie :
  - France : 6 janvier 1933

## Distribution
- Rolla Norman : Rocambole
- Jim Gérald
- Gil Clary
- Max Maxudian : Le comte Charles de Morlux
- Ginette Gaubert
- Léda Ginelly
- Philippe Hersent
- Fanny Lacroix
- Claudie Lombard
- Régine Lutèce
- Georges Melchior
- Tony Pary